# Monte Alegre
Monte Alegre es una localidad de México localizada en el municipio de Tula de Allende en el estado de Hidalgo.

## Geografía
Se encuentra en la región geográfica del Valle del Mezquital. Le corresponden las coordenadas geográficas 19° 58’ 55.569” de latitud norte y 99° 20’ 23.941” de longitud oeste, con una altitud de 2068 m s. n. m. Cuenta con un clima semiseco templado.
En cuanto a fisiografía se encuentra en la provincia de la Eje Neovolcánico, dentro de la subprovincia de subprovincia de Lagos y volcanes de Anáhuac; su terreno es de lomerío. En lo que respecta a la hidrografía se encuentra posicionado en la región del Pánuco, dentro de la cuenca del río Moctezuma, en la subcuenca del río Tlautla.

## Demografía
En 2020 registró una población de 1520 personas, lo que corresponde al 1.32 % de la población municipal. De los cuales 698 son hombres y 822 son mujeres.
| Gráfica de evolución demográfica de Monte Alegre entre 1970 y 2020                           |
|                                                                                              |
| Población de los censos y conteos del Instituto Nacional de Estadística y Geografía (INEGI). |